# Иванов, Олег Викторович
Оле́г Ви́кторович Ивано́в (29 июля 1967, Сходня, Химкинский район, Московская область, РСФСР, СССР) — советский футболист. Полузащитник. Мастер спорта СССР (1990).

## Карьера
Воспитанник ДЮСШ «Динамо» Москва. В 1982 зачислен в дубль «Динамо» Москва, где провел 1 игру.
Затем была служба в армии, после которой он объявился в клубе 2-й лиги «Динамо» Кашира. В 1986-89 играл за «Красную Пресню».
В конце 1989 перешёл в «Спартак» Москва, где с переменным успехом играл 2 года.
После распада СССР выступал за финские команды ТПВ (Тампере), «Ильвес» (Тампере), «Хака» (Валкеакоски), «Коткан ТП» (Котка), «Лахти» и датский клуб «Икаст».
В 1993 году в результате опроса среди главных тренеров высшего дивизиона Финляндии признан лучшим легионером года.
Вместе с финским клубом «Хака» (Валкеакоски) неоднократно участвовал в еврокубках.
В сезоне 2001/02 выступал за мини-футбольный клуб «Гепарди» (Тойяла).
В 2002 играл за «Хаку» (Валкеакоски) и «Хямеэнлинну», а в 2003 — за «Вииалан Пели-Веикот» (Вииала). Одновременно с этим работал главным тренером в этом клубе по июль 2003.
С июля 2003 — главный тренер «Палло-Сепот 44» (Валкеакоски).